# Psychotria timonioides
Psychotria timonioides är en måreväxtart som beskrevs av Francis Raymond Fosberg. Psychotria timonioides ingår i släktet Psychotria och familjen måreväxter. Inga underarter finns listade i Catalogue of Life.